# Callidadelpha
Callidadelpha is een geslacht van kevers uit de familie van de loopkevers (Carabidae). De wetenschappelijke naam van het geslacht is voor het eerst geldig gepubliceerd in 1875 door Steinheil.

## Soorten
Het geslacht Callidadelpha is monotypisch en omvat slechts de volgende soort:
- Callidadelpha bogotana Steinheil, 1875